# Caravan (film, 1971)
Pour les articles homonymes, voir Caravan.
Caravan est un film indien de Nasir Hussain sorti en 1971.

## Fiche technique
- Titre : Caravan
- Pays d'origine :  Inde
- Langue : Hindi
- Format : Couleur - son mono